# Samsung Galaxy S II
Il Samsung Galaxy S II (GT-I9100 codice prodotto per il mercato italiano) è uno smartphone prodotto da Samsung, facente parte della linea Samsung Galaxy e della serie Samsung Galaxy S, annunciato il 13 febbraio 2011 al Mobile World Congress e pubblicato in Europa nel maggio dello stesso anno. È disponibile in tre varianti di colori: nero, bianco e grigio.
È il successore del Galaxy S e il predecessore del Galaxy S III.

## Caratteristiche tecniche
Pur essendo molto simile al predecessore Galaxy S, Galaxy S II integra diverse novità hardware: un processore dual-core Exynos 4210 da 1,2 GHz accompagnato da una GPU Mali-400 MP quad-core a 266 MHz e una RAM da 1 GB.
Presenta un display full-touch capacitivo da 4,27" Super AMOLED Plus con vetro antigraffio Gorilla Glass 2, con una risoluzione di 480 × 800 pixel, densità di 218 ppi e 16,7 milioni di colori. La fotocamera posteriore, da 8 megapixel con flash LED e autofocus, permette di girare video in Full HD 1080p a 30 fotogrammi al secondo, mentre quella frontale ha una risoluzione di 2 megapixel.
È dotato di connettività Wi-Fi IEEE 802.11 b/g/n dual-band, Bluetooth 3.0, HSPA, GPS e A-GPS per il GT-I9100 il GPS per il SGH-I777 e il SPH-D710, mentre per il SGH-T989 non viene indicata alcuna presenza del GPS, né della funzione A-GPS. Supporta la connessione multifunzionale MHL per il collegamento a televisori in alta definizione dotati di ingresso HDMI, a PC (tramite porta USB) e a dispositivi di archiviazione esterna (USB OTG).

### Sistema operativo e aggiornamenti
Il Galaxy S II è equipaggiato nativamente con il sistema operativo Android in versione 2.3.3 Gingerbread, aggiornato poi alla versione 2.3.6 e successivamente ad Android 4.0.3 Ice Cream Sandwich. I terminali marchiati TIM sono poi passati alla versione 4.0.4 (questi terminali, con chip NFC, hanno il codice prodotto GT-i9100P).
Gli ultimi aggiornamenti sono stati pubblicati nel febbraio 2013, anche se delle versioni leggermente differenti sono state distribuite nel corso del 2014: si tratta comunque di versioni già disponibili da tempo e che risalgono, appunto, ai primi mesi del 2013.
Lo sviluppo ufficiale per il software di Galaxy S II si è concluso a tre anni dalla commercializzazione del dispositivo, dopo 7 versioni differenti di Android (2.3.3, 2.3.4, 2.3.5, 2.3.6, 4.0.3, 4.0.4, 4.1.2).

#### Funzionalità portate da Android 4.1.2 Jelly Bean
Con la nuova versione 4.1.2 di Android il Galaxy S II dispone di alcune funzioni smart presenti nel Galaxy S III e nel Galaxy Note II ad eccezione del multi-schermo ed S Voice, ricevendo inoltre una nuova versione dell'interfaccia proprietaria, che passa da TouchWiz 4.0 a TouchWiz Nature UX.
Le altre funzionalità che sono state introdotte in seguito sono lo Standby intelligente, Social Tag, la Chiamata diretta, l'AllShare Play e la possibilità di riprodurre i video in modalità pop-up. Il dispositivo presenta delle ottime prestazioni anche dopo l'aggiornamento, nonostante l'hardware ormai quasi obsoleto.

### Dimensioni e massa
Il telefono misura 125,3 millimetri di altezza, 66,1 millimetri di larghezza e ha uno spessore di 8,49 millimetri (senza però contare il rigonfiamento inferiore, dell'alloggiamento del microfono e del connettore USB, che lo portano allo spessore di 9,55 millimetri): ciò lo ha reso il secondo smartphone più sottile al mondo al momento del lancio (preceduto soltanto dal NEC Medias).
Samsung accusò Apple di usare la dicitura "Smartphone più sottile al mondo" per l'iPhone 4 in maniera impropria, sostenendo che Galaxy S II fosse più sottile del dispositivo Apple. Tuttavia, nel rigonfiamento inferiore, il dispositivo Samsung era più spesso di 0,2 millimetri rispetto all'iPhone 4, ragion per cui le lamentele da parte dell'azienda coreana vennero ritenute prive di fondamento.
La massa è di 116 grammi. Non ci sono tasti fisici frontali, ad eccezione del tasto Home (presente solo in alcune versioni): lo schermo è touchscreen capacitivo con diagonale di 4,27".

## Versioni
Sono state vendute diverse versioni del dispositivo:
- Samsung Galaxy S II GT-I9000G (con system-on-a-chip Texas Instruments Omap 4430 al posto dell'Exynos)[10];
- Samsung Galaxy S II Plus (GT-I9105): annunciato nel gennaio 2013 e distribuito in Europa nel febbraio 2013 in due colori (blu e bianco), si distingue dal GT-I9100 per 8 GB di memoria interna (4 dei quali occupati dal sistema operativo), chipset Broadcom BC28155, aggiunta di GLONASS (e di NFC solo nella versione GT-I9105P), Android 4.1.2 Jellybean, aggiornato poi alla versione 4.2.2 con TouchWiz Nature UX 2.0;
- USA per AT&T: Samsung Galaxy S II I-777 "Attain" For AT&T[11], SGH-I727 (con Qualcomm Snapdragon MSM8660 al posto dell'Exynos, schermo 4,52" e connettività LTE)[12], SGH-I927 Captivate Glide (con CPU Tegra 2 dual-core, schermo 4" e tastiera fisica QWERTY)[13];
- USA per Sprint: SPH-D710 (schermo 4,52", quattro tasti capacitivi, batteria maggiorata e banda 2500 MHz WiMax)[14];
- USA per T-Mobile: SGH-T989 (processore Qualcomm Snapdragon APQ8060 S3 e GPU Adreno 220, supporto UMTS bande I, II, IV, V, schermo 4,52", batteria maggiorata)[15];
- USA per U.S. Cellular: SCH-R760 (uguale alla versione per Sprint ad eccezione della 2500 MHz WiMax, qui assente);
- Australia per Telstra e Vodafone Australia: GT-I9100T (identico all'I9100)[16];
- Australia per Telstra e Optus: GT-I9210T (versione 4G con processore Samsung);
- Canada per Bell: GT-I9100M (identico al GT-I9100), SGH-I757M (identico a S II HD LTE sudcoreano, ad eccezione della presenza di alcune bande in più)[17];
- Canada per Rogers: SGH-I727R (processore Qualcomm, schermo 4,52" e batteria da 1850 mAh)[18], SGH-I927 (identico all'AT&T Captivate Glide);
- Canada per Telus Mobility: Galaxy S II X (SGH-T989D, con processore Qualcomm, spessore ridotto a 9,4 mm, schermo 4,52", batteria 1850 mAh e design differente)[19];
- Cina per China Mobile: GT-I9108 (identico a GT-I9100G);
- Cina per Telecom China: SCH-I929 (basato su S II LTE GT-I9210 con aggiunta di supporto CDMA2000 1x EVDO);
- Modello europeo GT-I9100P: versione con NFC[20];
- Giappone per KDDI: ISW11SC (con CPU Exynos 4210 dual-core e chipset Qualcomm QSC6085, schermo HD da 4,65", supporto WiMax)[21];
- Giappone per NTT DoCoMo: SC-02C (con supporto televisivo 1seg e servizi i-mode);
- Corea del Sud per KT: SHW-M250K con WiFi CM;
- Corea del Sud per LG U+: SHW-M250L con EV-DO Rev.B e spessore di 9,4 mm;
- Corea del Sud per SK Telecom: SHW-M250S con sistema SK-MMS per la messaggistica.

## Successo e vendite
Il Galaxy S II è stato accolto molto positivamente dal mercato: il 9 maggio 2011 Samsung ha annunciato di aver raggiunto quota 3 milioni di prenotazioni.
A luglio 2011 le vendite del Samsung Galaxy S II avevano già raggiunto quota 5 milioni, mentre il 25 settembre 2011 Samsung ha annunciato di aver venduto 10 milioni di unità, raddoppiando il precedente record di 5 milioni in sole otto settimane.
Al mese di febbraio 2012 le vendite hanno raggiunto la cifra di 20 milioni, e a giugno dello stesso anno toccano quota 28 milioni.
Lo smartphone di casa Samsung ha inoltre ricevuto il premio di "Best Smartphone of The Year" al Mobile World Congress.
Nel gennaio 2013 Samsung annuncia di aver venduto 40 milioni di pezzi.

## Accessori

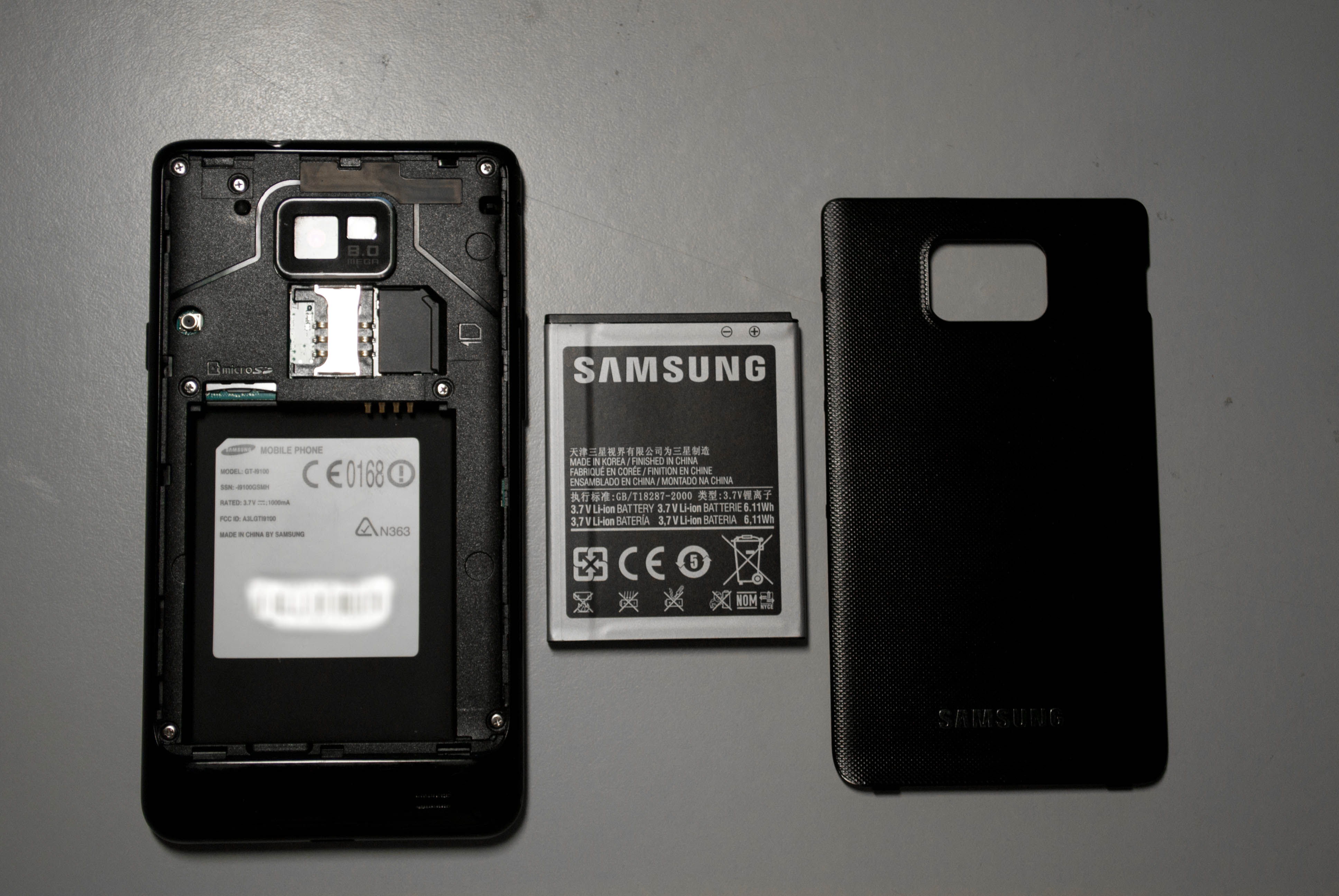
Retro del Samsung Galaxy S II, al centro la batteria e a destra la cover

Samsung mette a disposizione per S II una serie di accessori originali:
- Una batteria maggiorata da 2000 mAh, che garantisce un'autonomia superiore del 30% rispetto alla batteria standard da 1650 mAh. Nella confezione, insieme alla nuova batteria, si trova una cover diversa dall'originale, poiché la batteria maggiorata è 1 mm più spessa di quella standard[28].
- Un adattatore MHL TV-Out che permette di ottenere un segnale HDMI dalla porta micro USB del telefono.
- Un convertitore da Micro USB a USB OTG per permettere allo smartphone di leggere pen drive come archivio di massa.
- Vari modelli di custodie, supporti auto, pellicole protettive e una docking station da tavolo.